# اسلام‌آباد (خدابنده)
اسلام‌آباد، روستایی از توابع بخش سجاس‌رود شهرستان خدابنده در استان زنجان ایران است.

## جمعیت
این روستا در دهستان سجاس‌رود قرار دارد و براساس سرشماری مرکز آمار ایران در سال ۱۳۸۵، جمعیت آن ۱۵۶ نفر (۳۸ خانوار) بوده‌است.